# Yver
Yver er mælkekirtelerne hos køer og en række andre hunpattedyr, som f.eks. geder og får.
Et yver er et organ dannet af mælkekirtler på hunpattedyr, især drøvtyggere som kvæg, geder, får og hjorte. Yveret er en enkelt masse hængende under dyret, der består af par af mælkekirtler. Hos kvæg er der normalt to par, i får, geder og hjorte der er et par, og i nogle dyr som grise der er mange par.

## Pleje
Yverpleje og -hygiejne i køer er vigtigt i forbindelse med malkning, såsom en uafbrudt og uplettet mælkeproduktion, og en forebyggelse mastitis. Der findes produkter for at dulme sprukken hud af yveret, som hjælper med at forhindre en bakteriel infektion, og en reducion af irritation under malkning med malkningssugekopper, så koen er mindre fristet til at sparke malkningssugekopper af.